# Dendropsophus cachimbo
Espèce
Synonymes
- Hyla cachimbo Napoli & Caramaschi, 1999

Statut de conservation UICN

 DD : Données insuffisantes
Dendropsophus cachimbo est une espèce d'amphibiens de la famille des Hylidae.

## Répartition
Cette espèce est endémique de l’État du Pará au Brésil. Elle se rencontre entre 200 et 400 m d'altitude dans la Serra do Cachimbo,.

## Étymologie
Son nom d'espèce lui a été donné en référence à son lieu de découverte, la Serra do Cachimbo.

## Publication originale
- Napoli & Caramaschi, 1999 : Geographic variation of Hyla rubicundula and Hyla anataliasiasi, with the description of a new species (Anura, Hylidae). Alytes, vol. 16, no 3-4, p. 165-189.